# Memphis May Fire
Memphis May Fire — американская металкор-группа, основанная в Далласе, Техас в 2006 году. Первоначально играла музыку с элементами сатерн-рока. В 2007–2010 годах сотрудничала с лейблом Trustkill, затем стала работать с Rise Records. На данный момент группа выпустила 6 студийных альбомов и 2 EP.

## История

### 2006—2009
В 2006 году в Далласе гитарист Келлен Макгрегор основал группу, названную им Oh Captain, My Captain.. С февраля 2007 группа стала носить название Memphis May Fire. В начале 2007 года музыканты записали и самостоятельно выпустили мини-альбом, тут же начав работу над следующим. Вскоре после этого, Memphis May Fire привлекли внимание Джоша Грабелла, президента Trustkill Records. В сентябре 2007 года группа подписала контракт с Trustkill, и уже в декабре того же года вышел их первый EP. В 2007 году и в течение 2008 года группа приняла участие в последнем туре сатерн-рок-группы Twelve Gauge Valentine вместе с The Handshake Murders.
21 июля 2009 года Trustkill Records выпускает первый полноформатный студийный альбом Memphis May Fire. Песня с этого альбома "Ghost in the Mirror" была использована в саундтреке к фильму «Пила VI». Официальный клип на "Ghost in the Mirror", в котором были использованы кадры из фильма «Пила VI» был выпущен 2 февраля 2010 через страницу Trustkill в YouTube.

### 2010—2013 годы
2 ноября 2010 Memphis May Fire выпускают второй EP под названием Between The Lies. 9 декабря 2010 года группа через Facebook сообщила, что песня "Action/Adventure" будет использована в видеоигре Rock Band 3. 17 января 2011 года было объявлено о подписании контракта Memphis May Fire с лейблом Rise Records. 3 марта 2011 года на официальной странице лейбла был представлен тизер второго альбома группы, The Hollow. Вышел альбом 23 апреля 2011 года.
В 2012 году Memphis May Fire приняли участие в гастролирующем фестивале музыки и экстремального спорта Warped Tour. В апреле того же года группу покинул ритм-гитарист Райан Бентли, таким образом основатель и лидер коллектива Келлен Макгрегор остался единственный в Memphis May Fire участником оригинального состава.
26 июня 2012 Rise Records выпускает третий студийный альбом Memphis May Fire, Challenger. Альбом дебютировал под номером 16 в Billboard Charts в то время как группа была на гастролях в рамках Warped Tour. После выхода альбома группа продолжала гастролировать по всем США и Европе, в частности, по Великобритании.
1 февраля 2013 года было объявлено, что Memphis May Fire выступит в рамках Warped Tour 2013 вместе с Black Veil Brides, Sleeping with Sirens, We Came as Romans, Blessthefall, The Used, Billy Talent и Bring Me the Horizon. 4 августа 2013 группа сообщила о том, что на Feel This Tour будет поддерживать Sleeping With Sirens.

### 2014—2017
В 2014 году Rise Records выпустила четвёртый студийный альбом Memphis May Fire, Unconditional. В том же году на этом лейбле вышел дебютный сольный альбом вокалиста группы Маллинса, "Matty Mullins".
25 мая 2015 года группа объявила о том, что 17 июля выпустит делюкс издание "Unconditional". Первый новый трек "My Generation" был выпущен в тот же день. Альбом будет содержать два новых трека, а также акустические версии "Beneath the Skin", "Need to Be" и ремикс / ремастеринг версию альбома.
23 сентября 2016 года Memphis May Fire выпустили заглавный трек своего нового альбома, "This Light I Hold". Это второй сингл альбома и первым сопровождённым музыкальным видео. 28 октября 2016 года Rise Records должна выпустить пятый студийный альбом Memphis May Fire, This Light I Hold. Сразу после этого группа отправится в турне Rise Up Tour как хедлайнеры с The Devil Wears Prada и Silverstein в качестве специальных гостей и Like Moths to Flames для «разогрева» в Северной Америке и Великобритании с 11 октября по 10 декабря 2016 года.
30 января 2017 года было объявлено об уходе ритм-гитариста Энтони Сепе из группы.

## Состав
| Действующий - Мэтти Муллинс — вокал (2008 - настоящее время) - Келлен Макгрегор – соло-гитара, бэк-вокал, программирование, струнные (2006 - настоящее время), вокал (2006 - 2007) - Кори Элдер — бас-гитара (2008 - настоящее время) - Джейк Гарланд — ударные (2010 - настоящее время) | Бывшие участники - Райан Дули (англ. Ryan Dooley) — ударные (2006) - Таннер Оукс (англ. Tanner Oakes) — бас-гитара (2006–2007) - Чейз Райан (англ. Chase Ryan) — соло-вокал (2006–2008) - Райан Бентли (англ. Ryan Bentley) — ритм-гитара (2006–2009, 2010–2012) - Остин Рэдфорд (англ. Austin Radford) — бас-гитара (2007–2008) - Дэниел Де Лос Сантос (англ. Daniel De Los Santos) — бас-гитара (2008–2009) - Джоэл Сейер (англ. Joel Seier) — ритм-гитара (2009–2010) - Эрик Моулсворт (англ. Eric Molesworth) — ударные (2006–2010) - Энтони Сепе (англ. Anthony Sepe) — ритм-гитара (2012–2017) |

Временная шкала

## Дискография
| Студийные альбомы - 2009 — Sleepwalking - 2011 — The Hollow - 2012 — Challenger - 2014 — Unconditional - 2016 — This Light I Hold - 2018 — Broken - 2022 — Remade In Misery Мини-альбомы - 2007 — Memphis May Fire - 2010 — Between the Lies | Синглы - 2009 — North Atlantic vs. North Carolina (альбом Sleepwalking) - 2010 — Ghost in the Mirror (альбом Sleepwalking) - 2011 — The Sinner (альбом The Hollow) - — The Unfaithful (альбом The Hollow) - 2012 — Prove Me Right (альбом Challenger) - — Vices (альбом Challenger) - — Miles Away (альбом Challenger) - 2013 — Grenade (кавер песни Бруно Марса) (альбом Punk Goes Pop 5) - 2014 — Interstate Love Song (альбом Punk Goes 90s Vol. 2) - — No Ordinary Love (альбом Unconditional) - — Sleepless Nights (альбом Unconditional) - — Beneath the Skin (альбом Unconditional) - 2015 — Stay the Course (альбом Unconditional (Deluxe Edition)) - 2016 — Carry On (альбом This Light I Hold) - 2016 — This Light I Hold (альбом This Light I Hold) - 2017 — Virus - 2019 – Faint - 2021 – Blood & Water - 2021 – Death Inside - 2021 – Bleed Me Dry - 2021 – Somebody - 2021 – Left For Dead - 2022 – The American Dream - 2022 – Make Believe |

## Музыкальные видео
| Год  | Альбом        | Песня                                    | Режиссёр                        | Тип                                 | ССылка |
| ---- | ------------- | ---------------------------------------- | ------------------------------- | ----------------------------------- | ------ |
| 2009 | Sleepwalking  | "North Atlantic vs. North Carolina"      | Неизвестен                      | Нарратив                            | [ 14 ] |
| 2010 | Sleepwalking  | "North Atlantic vs. North Carolina"      | Mental Suplex Productions       | Концертное видео                    | [ 15 ] |
| 2010 | Sleepwalking  | "Ghost in the Mirror"                    | Joshua Dixon                    | Нарратив (Содержит кадры из Saw VI) | [ 16 ] |
| 2011 | The Hollow    | "The Sinner"                             | Неизвестен                      | Перформанс                          | [ 17 ] |
| 2012 | The Hollow    | "The Unfaithful"                         | Неизвестен                      | Прямой эфир                         | [ 18 ] |
| 2013 | Challenger    | "Vices"                                  | Thunder Down Country & Sam Link | Нарратив                            | [ 19 ] |
| 2013 | Challenger    | "Miles Away (Acoustic) ft. Kellin Quinn" | Неизвестен                      | Перформанс                          | [ 20 ] |
| 2014 | Unconditional | "No Ordinary Love"                       | Maria Juranic                   | Нарратив                            | [ 21 ] |
| 2014 | Unconditional | "Beneath the Skin"                       | Неизвестен                      | Нарратив                            |        |
| 2015 | Unconditional | "The Rose"                               | Brian Thompson                  | Перформанс                          | [ 22 ] |
| 2015 | Unconditional | "Stay the Course"                        | Неизвестен                      | Нарратив                            |        |
| 2015 | Unconditional | "My Generation"                          | Неизвестен                      | Концертное видео                    |        |